# Byxholkar

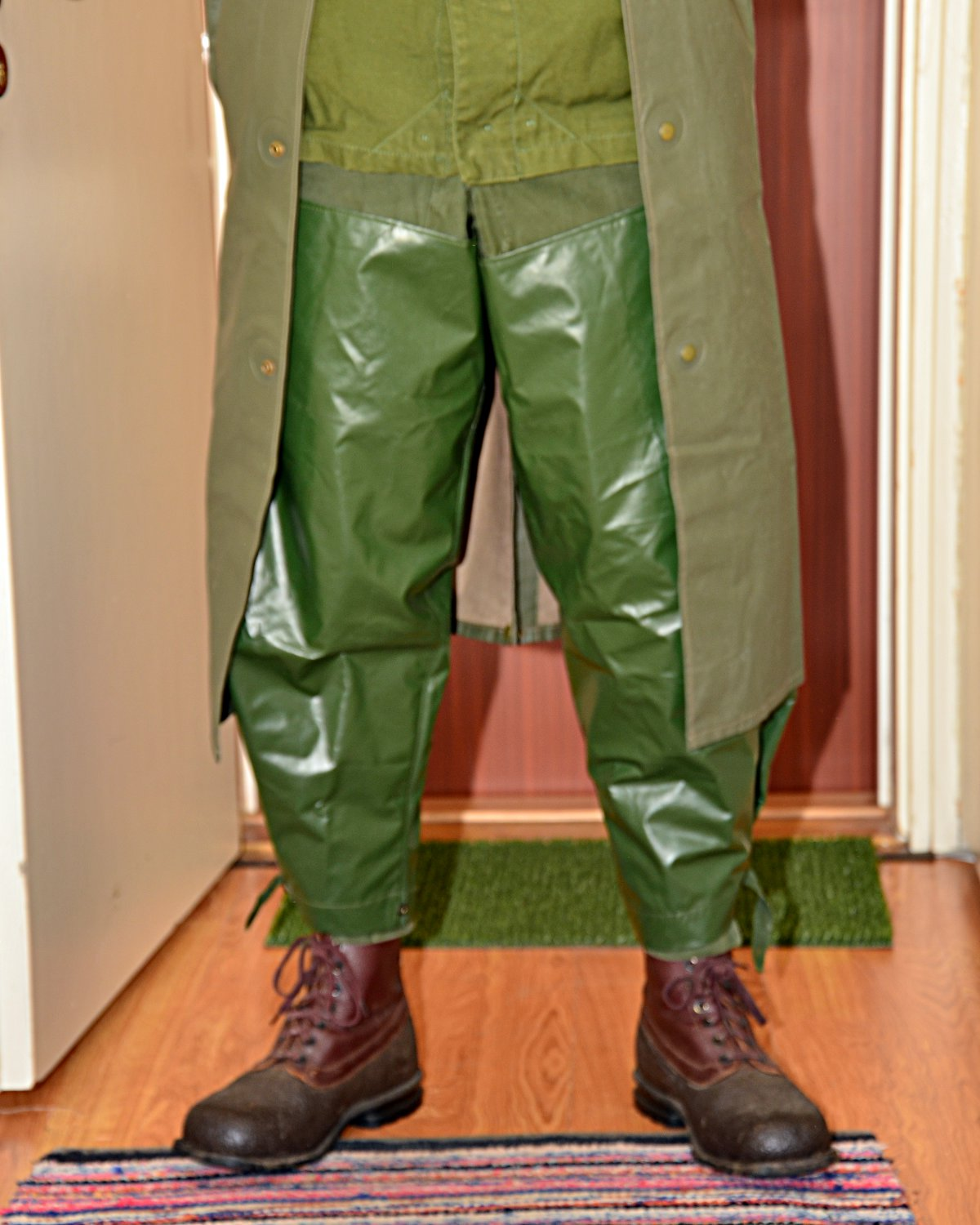
Regnrock och byxholkar till fältuniform m/59.

Byxholkar är ett klädesplagg som täcker hela eller delar av benen. De fästes i midjan med ett band, på samma sätt som hosor. Byxholkar omsluter benen löst, medan hosor är tätt omslutande. Historiskt är såväl byxholkar som hosor föregångare till byxor.
Byxholkar används ofta som skyddsplagg. Moderna byxholkar av exempelvis galon används som ett bra ventilerat regnskydd eller som skydd mot snårig undervegetation. Byxholkar förstärkta med sågskydd av till exempel PVC och aramid används ofta istället för sågskyddsbyxor vid motorsågning.